# Elezioni generali in Ghana del 2024
Le elezioni generali in Ghana del 2024 si sono tenute il 7 dicembre per il rinnovo della Presidente e del Parlamento del paese.
Esse hanno visto non solo la vittoria dell’ex-Presidente John Dramani Mahama, divenuto cosi nuovamente Presidente del paese con un solido margine del 56,55% dei voti, ma anche, a livello parlamentare, la vittoria del suo partito politico, il Congresso Democratico Nazionale (NDC), che ha difatti ottenuto, grazie ai suoi 183 seggi conquistati, una super maggioranza nell’organo legislativo nazionale.

## Sistema elettorale

### Presidenziali
Per le elezioni presidenziali, la legge elettorale ghanese (definita in principio anche dalla Costituzione, Art. 63, § (3, 4)) prevede l’applicazione di un sistema maggioritario a doppio turno: per essere eletti, infatti, è necessaria la maggioranza assoluta delle preferenze (50%+1). Tuttavia, qualora ciò non avvenga, si attua un secondo turno di votazione tra i primi due candidati entro tre settimane dal precedente.

### Parlamentari
Per le elezioni parlamentari, invece, la legge elettorale ghanese prevede l’applicazione di un sistema maggioritario secco in 276 collegi uninominali.

## Risultati

### Elezioni presidenziali
| John Dramani Mahama   | Congresso Democratico Nazionale (NDC)             | 6 328 397  | 56,55 |  |  |  |  |  |
| Mahamudu Bawumia      | Nuovo Partito Patriottico (NPP)                   | 4 657 304  | 41,61 |  |  |  |  |  |
| Nana Kwame Bediako    | Indipendente (La Nuova Forza — TNF)               | 84 478     | 0,75  |  |  |  |  |  |
| Alan John Kyerematen  | Indipendente (Movimento per il Cambiamento — MFC) | 31 202     | 0,28  |  |  |  |  |  |
| Nana Akosua Frimpomaa | Partito della Convenzione del Popolo (CPP)        | 23 397     | 0,21  |  |  |  |  |  |
| Altri (<0,20%)        | —                                                 | 66 644     | 0,60  |  |  |  |  |  |
| Totale                | Totale                                            | 11 191 422 | 100   |  |  |  |  |  |
|                       |                                                   |            |       |  |  |  |  |  |
| Voti non validi       | Voti non validi                                   | 239 109    | 2,09  |  |  |  |  |  |
| Votanti               | Votanti                                           | 11 430 531 | 60,88 |  |  |  |  |  |
| Elettori              | Elettori                                          | 18 774 195 |       |  |  |  |  |  |

### Elezioni parlamentari
| Congresso Democratico Nazionale (NDC)      | 6 224 054  | 52,96 | 183 |  |  |  |
| Nuovo Partito Patriottico (NPP)            | 5 223 625  | 44,45 | 88  |  |  |  |
| Convenzione Nazionale del Popolo (PNC      | 8 501      | 0,07  | –   |  |  |  |
| Partito Liberale del Ghana (LPG)           | 6 903      | 0,06  | —   |  |  |  |
| Partito Progressista del Popolo (PPP)      | 5 890      | 0,05  | –   |  |  |  |
| Partito della Convenzione del Popolo (CPP) | 4 375      | 0,04  | –   |  |  |  |
| Altri (<2.500 voti)                        | 8 893      | 0,08  | –   |  |  |  |
| Indipendenti (IND)                         | 269 465    | 2,29  | 4   |  |  |  |
| Totale                                     | 11 751 886 | 100   | 275 |  |  |  |
|                                            |            |       |     |  |  |  |
| Voti non validi                            | 125 184    | 1,05  |     |  |  |  |
| Votanti                                    | 11 877 070 | 63,79 |     |  |  |  |
| Elettori                                   | 18 618 684 |       |     |  |  |  |

- NOTA: L’elezione per la circoscrizione “Ablekuma North” è stata contestata, rendendo conseguentemente il seggio vacante ed il numero di eletti confermati 275 (anziché 276).